# 伊藤信
伊藤 信（いとう のぶ、1887年（明治20年）- 1957年（昭和32年）12月19日）は日本の郷土史家である。岐阜県出身。漢詩人高木竹軒に師事し、竹東と号す。

## 生涯
海津郡西江村稲山（現在の海津市海津町）に生まれる。幼少時より祖母から素読を授かり、旧高須藩士の山内虎二、高須町の市川薫精に学ぶ。
岐阜県師範学校卒。岐阜県下の旧制中学校、高等女学校で教える。1931年（昭和6年）阿部栄之助と美濃郷土研究会を創立。1937年（昭和12年）「濃飛文教史」をあらわした。梁川星巌も研究。「岐阜藍水同声吟社」の盟主となり、大垣市立図書館館長に就任。敗戦後も図書館貴重資料の避難に尽カした。

## 書籍・参考文献
- 著作に『梁川星巌翁附紅蘭女史』
- 編著に『大垣市史』
- 『梁川星巌全集』
- 『濃飛百家絶句』
- 『濃飛文教史』
- 『宝暦治水と薩摩藩士』
- 『岐阜県治水史』
- 『赤坂町史』
- 堂洞城址懐古　竹東山人（伊藤信）
- 遺稿『細香と紅蘭』

その他多数。

## 逸話
最後の大垣藩主だった戸田氏共（うじたか）より、書斎に「景星閣」の名を扁額ともに贈られた。